# Jinfengopteryx

A Jinfengopteryx és az ember méretének összehasonlítása

A Jinfengopteryx (jelentése „Jinfeng-szárny”, a kínai folklórból a madarak királynőjeként ismert Jinfeng, az arany főnix neve és az ógörög πτερυξ /pterüx 'toll' szavak összetételéből) a maniraptora dinoszauruszok egy kis, 55 centiméter hosszú neme. A Huajiying (Huacsijing) Formáció Qiaotou (Csiaotou) tagjában fedezték fel Hebei tartományban, Kínában, ezért a kora bizonytalan. A Huajiying Formáció a jóval ismertebb, kora kréta időszaki Yixian (Jihszien) Formáció alatt helyezkedik el, így kora kréta vagy késő jura időszaki lehet. A Jinfengopteryx kontúrtollak kiterjedt lenyomataival együtt őrződött meg, a hátsó lábán azonban nem láthatók repülőtollak, ahogy a rokonságába tartozó tollas dinoszauruszok, például a Pedopenna esetében.
A Jinfengopteryx egyetlen ismert példánya (a CAGS-IG-04-0801 jelzésű lelet), egy közel teljes, tagolt csontváz, amihez tollak lenyomatai tartoznak. Több kisebb, ovális, vörösessárga színű struktúrával együtt őrződött meg. Ezek a részek feltehetően tojások, vagy az állat táplálékául szolgáló termések, illetve magvak maradványai.

## Osztályozás

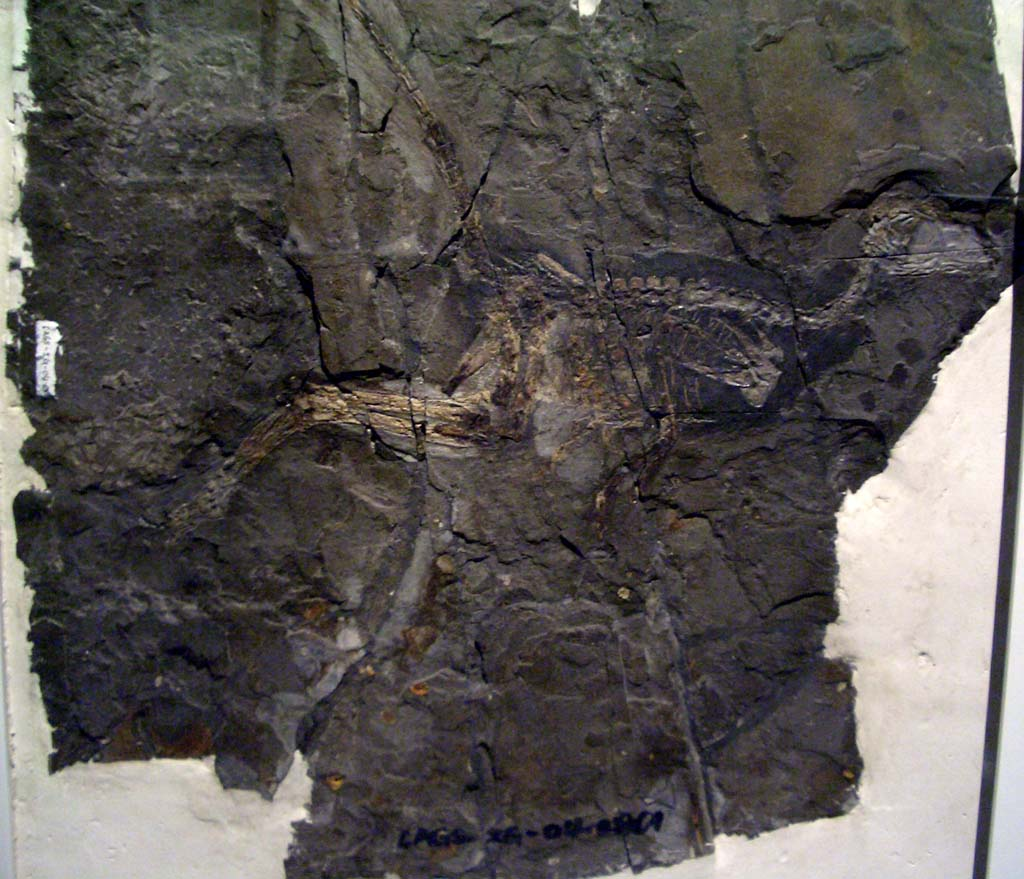
A Jinfengopteryx elegans fosszíliája

Az eredeti leírás szerzői szerint a Jinfengopteryx a legbazálisabb avialae (madár), és az Archaeopterygidae család tagja. Egy 2007-es cikk, amiben a szerzők összevetették a Jinfengopteryxet és az Archaeopteryxet, még támogatta az archaeopterygidaként való elhelyezést, de nem tartalmazott filogenetikus elemzést. Luis Chiappe azonban rámutatott, hogy a Jinfengopteryx, mivel a hátsó lábai második lábujján egy-egy megnagyobbodott karom található, sokkal jobban hasonlít a troodontidákra, de több más tudós is úgy véli, hogy inkább ahhoz a csoporthoz tartozhat. 2006-ban, Xu Xing (Hszü Hszing) és Mark Norell szintén kijelentették, hogy a Jinfengopteryx az általános testfelépítése és a fogai jellemzői alapján troodontida volt. A troodontidák, a dromaeosauridák és a korai madarak rokoni kapcsolataira vonatkozó 2007-es elemzés, melyet Alan Turner és kollégái végeztek el, a Jinfengopteryxet troodontidának találta, és azzal a megjegyzéssel kapcsolta ehhez a csoporthoz, hogy ez az első olyan troodontida, amely a tollak meglétére vonatkozó bizonyítékkal őrződött meg.

## Fordítás
- Ez a szócikk részben vagy egészben a Jinfengopteryx című angol Wikipédia-szócikk ezen változatának fordításán alapul.  Az eredeti cikk szerkesztőit annak laptörténete sorolja fel. Ez a jelzés csupán a megfogalmazás eredetét és a szerzői jogokat jelzi, nem szolgál a cikkben szereplő információk forrásmegjelöléseként.